# Digitaria rivae
Digitaria rivae är en gräsart som först beskrevs av Emilio Chiovenda, och fick sitt nu gällande namn av Otto Stapf. Digitaria rivae ingår i släktet fingerhirser, och familjen gräs. Inga underarter finns listade i Catalogue of Life.